# سوانویک، داربی‌شر
سوانویک (به انگلیسی: Swanwick) یک روستا و محله مدنی در بریتانیا است که در دره امبر واقع شده‌است. سوانویک ۵٬۰۸۴ نفر جمعیت دارد.